# Zaplaznica
Zaplaznica (nemško Blasnitzen) je naselje v Občini Železna Kapla - Bela v Okraju Velikovec na Koroškem v Avstriji.